# Hoohseoburg
Die Hoohseoburg (auch Hohseoburg, Ocsioburg, Hocseburg) war ein Fürstensitz im Sachsen des Frühmittelalters. Sie taucht in den fränkischen Chroniken als Sitz des sächsischen Großen Theoderich auf, der von den fränkischen Hausmeiern Karlmann und seinem Bruder Pippin in den Jahren 743 bis 748 n. Chr. mehrfach besiegt wurde.
Bis heute ist nicht sicher, wo genau die Hoohseoburg gelegen hat. Es wird seit längerer Zeit angenommen, dass es sich dabei um die Seeburg in Sachsen-Anhalt handelt. Die Ergebnisse jüngerer Ausgrabungen (1998–2011) am Heeseberg im niedersächsischen Landkreis Helmstedt lassen aber auch die Hünenburg bei Watenstedt als Standort für die Hoohseoburg möglich erscheinen.

## Die Hoohseoburg in den Jahren 743 bis 748 n. Chr.
Hier folgt eine kurze Schilderung der Ereignisse, die sich aus mehreren fränkischen Chroniken ergibt: den Fränkischen Reichsannalen (Annales regni Francorum, in ihrer überarbeiteten Form früher oft fälschlich als Einhards Annalen bezeichnet), den Metzer Annalen (Annales Mettenses) und der Chronik des Regino von Prüm (Reginonis Chronicon).

### Ereignisse
Die Hoohseoburg spielte in den 740er Jahren eine Rolle, als sich die Söhne des verstorbenen fränkischen Hausmeiers Karl Martell um dessen Erbe stritten. Karlmann und sein Bruder Pippin teilten sich die Herrschaft: Pippin erhielt als Hausmeier den Westen, Karlmann den Osten des Frankenreiches. Ihr Halbbruder Grifo ging leer aus. Grifos Mutter Swanahild war die Nichte des bairischen Herzogs Odilo. Aufgrund dieser Beziehung konnte Grifo wohl seinen Großonkel Odilo für den Kampf um die Erbansprüche gewinnen. Überdies fand er bei den Sachsen viele Anhänger.
Im Jahr 743 kämpften Pippin und Karlmann zunächst gegen Odilo, den sie am Lech besiegen konnten. Im selben Jahr musste Karlmann auf Anrufen der Thüringer nach Sachsen, um dort gegen den sächsischen bzw. ostfälischen Fürsten Theoderich vorzugehen, der offensichtlich mit Odilo und Grifo verbündet war. Theoderichs Sitz war die Hoohseoburg. Karlmann eroberte die Hoohseoburg und Theoderich musste sich unterwerfen, befand sich aber bald wieder auf freiem Fuß. Ein Jahr später erhoben sich Theoderich und die Sachsen noch einmal, wurden aber erneut unterworfen, diesmal von Karlmann und Pippin gemeinsam. Theoderich wurde als Gefangener nach Franken abgeführt. Auch Grifo, Pippins und Karlmanns aufsässiger Halbbruder, saß in Gefangenschaft. 
Drei Jahre später, 747, war Pippin Alleinherrscher im Frankenreich. Sein Bruder Karlmann hat sich – angeblich freiwillig – ins Kloster begeben. In diesem Jahr kam Grifo aus der Gefangenschaft frei, scharte einige fränkische Anhänger um sich und flüchtete mit ihnen über den Rhein bis nach Sachsen. Dort, in Ostfalen, kamen zu seiner Gefolgschaft noch einige sächsische Truppen hinzu. Mit ihnen schlug Grifo schließlich ein Lager bei Ohrum an der Oker auf. 
Daheim in Franzien, wahrscheinlich auf seiner Pfalz in Quierzy, musste Pippin sich also erneut auf eine Schlacht gegen seinen Halbbruder einstellen. 747/748 (die Quellen nennen teils das Jahr 747, teils das Jahr 748) zog er schließlich in einem großen Bogen südlich an Grifo vorbei nach Osten und kam über Thüringen nach Sachsen. Dort drang Pippin in den sächsischen Suebengau ein und zog weiter, bis er schließlich in Schöningen Halt machte, an dem Flüsschen Missaue. Schöningen war mit Ohrum an der Oker, wo Grifo mit seinen Männern lagerte, durch eine wichtige Heer- und Handelsstraße, den Deitweg verbunden (wahrscheinlich die östliche Weiterführung des in Aachen beginnenden Hellweges, der weiter nach Magdeburg führte; heute verläuft er weiter nördlich als Bundesstraße 1 über Braunschweig). Nach Angabe der Metzer Annalen musste Pippin noch einmal die Hoohseoburg erobern und Theoderich, der offenbar auch wieder frei war, ein drittes Mal schlagen. Schließlich zog Pippin weiter an die Oker und kämpfte dort erfolgreich gegen seinen Halbbruder Grifo.

### Die Schilderungen in den Quellen
Der folgende Abschnitt schildert die Ereignisse zwischen 743 und 748 n. Chr., wie sie sich in den mittelalterlichen Quellen finden, in der Originalsprache, dem Mittellatein.

#### 743 n. Chr.
[743] Carlomannus per se in Saxoniam ambulabat in eodem anno et coepit castrum, quod dicitur Hoohseoburg, per placitum et Theodericum Saxonem placitando conquisivit. (Fränkische Reichsannalen)
[743] Carlomannus solus in Saxoniam profectus est et castrum quod dicitur Hohseoburg, et in eo Theodericum Saxonem, illius loci primarium, in deditionem accepit. (Einhards Annalen)
[743] Carolomannus perrexit in Saxoniam et cepit castrum quod dicitur Hocsioburg et Theodericum ducem Saxonum subiugavit. (Metzer Annalen)
[743] Carlomannus absque fratre in Saxoniam perrexit et cępit castrum quod dicitur Hocseoburch per placitum et pacis conditionem et Theodericum Saxonem obsidem accepit; qui sacramentis datis in patriam dimissus est redire, sed posthabito sacramento fefellit. (Reginos Chronik)

#### 744 n. Chr.
[744] Iterum Carlomannus et Pippinus perrexerunt in Saxoniam, et captus est Theodericus Saxo alia vice. (Fränkische Reichsannalen)
[744] Item idem fratres Carlomannus et Pippinus iuncta manu Saxoniam ingressi sunt, praedictumque Theodericum iterum in deditionem acceperunt. (Einhards Annalen)
[744] Eodem quoque anno rebellantibus Saxonibus Carolomannus et Pippinus super eos exercitum ducunt et Theodericum perfidum ducem illorum, ceteris subactis, altera iam vice ceperunt captivumque secum in Franciam deduxerunt. (Metzer Annalen)
[744] Iterum Carlomannus et Pippinus Saxoniam cum exercitu ingressi sunt, et rursum captus est supradictus Theodericus. (Reginos Chronik)

#### 747 n. Chr. bzw. 748 n. Chr.
[747] Grifo fugivit in Saxoniam, et Pippinus iter faciens per Toringam in Saxoniam introivit usque ad fluvium Missaha in loco, qui dicitur Scahaningi; et Grifo collectam fecit una cum Saxonibus supra fluvium Obacro in loco, qui dicitur Orhaim. (Fränkische Reichsannalen)
[747] Grifo [...] collecta manu in Saxoniam profugit, collectoque Saxonum exercitu super fluvium Ovacra in loco qui dicitur Orheim consedit. Et Pippinus cum exercitu Francorum per Thuringiam profectus contra fratris dolos Saxoniam ingressus est conseditque super fluvium Missaha in loco, qui vocatur Skahningi. (Einhards Annalen)
[748] Grippo [...] in Saxoniam venit. Pippinus [...] in eodem itinere cepit castrum quod dicitur Hocseburgh et perfidum Theodericum Saxonem tertia iam vice á Francis captum conprehendit. Inde proficiscens pervenit ad fluvium quod dicitur Obacra et castrametatus est juxta ripam eiusdem fluminis. Saxones vero cum Grippone ex alia ripa erant. (Metzer Annalen)
[747] Gripho fugit in Saxoniam, et Pippinus iter faciens per Turingam in Saxoniam introivit usque ad flumen Missaha, in loco, qui dicitur Scahaningi; et Gripho collecta manu una cum Saxonibus super fluvium Obacro sedit in loco, qui dicitur Horaheim. (Reginos Chronik)